# Fulton Oursler
Fulton Oursler, eigentlich Charles Fulton Oursler, (* 22. Januar 1893 in Baltimore, Maryland; † 24. Mai 1952 in New York City, New York) war ein US-amerikanischer Journalist, Schriftsteller, Zauberkünstler und Bauchredner.

## Leben
Oursler studierte Jura, wechselte aber bereits nach kurzer Zeit zum Journalismus. Nach dem erfolgreichen Abschluss seines Studiums arbeitete er im Brotberuf lange Zeit als freier Journalist für verschiedene Zeitungen und Zeitschriften. Zwischen 1931 und 1942 fungierte er als Chefredakteur des Liberty Magazine und 1942 berief man ihn zum Herausgeber des Reader’s Digest.

## Rezeption
Seit seinem Studium konnte Oursler gelegentlich kleinere Erzählungen und Essays veröffentlichen und so entstand mit den Jahren ein bemerkenswertes literarisches Œuvre. Er schaffte dann 1949 mit der Romanbiografie über Jesus von Nazaret wirtschaftlich wie auch literarisch den Durchbruch.
Seine Pseudonyme hielt er streng getrennt: für Kriminalromane benutzte er Anthony Abbot, Kunstkritiken bzw. Themen, allgemein Kunst betreffend, veröffentlichte er unter Samri Frickell (zusammengesetzt aus den Namen Samri Baldwin und Wiljalba Frikell) und alles was Zauberei, Bauchrednerei etc. betraf, war unter Sandalwood the Magician zu finden.
Fulton Oursler starb mit 59 Jahren am 24. Mai 1952 an seinem Schreibtisch an einem Herzinfarkt. Seine letzte Ruhestätte fand er auf dem Gate of Heaven Cemetery in Hawthorne, New York.
Verheiratet war Oursler mit Grace Perkins; mit ihr hatte er einen Sohn, den späteren Schriftsteller Will Oursler.

## Werke (Auswahl)

### Sachbücher
- The Greatest Story Ever Told, 1949.
- Father Flanagan of Boys’ Town, (mit Will Oursler) 1949.
  - Deutsch: Pater Flanagan von Boys Town. Übersetzt von Elisabeth Rotten. Diana-Verlag, Zürich 1951, DNB 364450401.
- The Precious Secret, 1947.
  - Deutsch: Der Weg zum Glück. Übersetzt von Irene Steidle. Pattloch Verlag, Aschaffenburg 1952, DNB 453675115.

### Kriminalromane (als Anthony Abbot)
- About the Murder of the Night Club Lady, (auch: The Night Club Lady, The Murder of the Night Club Lady) 1931.
  - Deutsch: Nachtclub in der 5th Avenue. Übersetzt von Edmund Th. Knaur. Neufeld & Henius, Berlin 1933, DNB 57533388X.
- About the Murder of the Circus Queen, (auch: The Murder of a Circus Queen) 1932.
  - Deutsch: Das Rätsel um die Zirkuskönigin. Übersetzt von Georg Goyert. Goldmann, Leipzig 1935, DNB 365150096.

## Verfilmungen
- Das Rätsel einer Nacht. (The Night Club Lady, nach Nachtclub in der 5th Avenue) 1932
- Teufelskerle. (Boys Town, nach Pater Flanagan von Boys Town) 1938
- Die größte Geschichte aller Zeiten. (The Greatest Story Ever Told, nach dem gleichnamigen Buch) 1965.